# Два с половиной сатанга
Два с половиной сатанга — устаревшая монета в Сиаме, равная 1⁄40 сиамского тикаля. Была отчеканена в 1897 году тиражом 5,08 млн экземпляров на частном монетном дворе Heaton в Бирмингеме. Обозначение монетного двора — буква «H» на реверсе.